# Conexión del túnel de la Calle 60
La conexión del túnel de la Calle 60 o Conexión de la Calle 11 es una línea corta del metro de la ciudad de Nueva York que conecta al túnel de la Calle 60 BMT bajo el Río Este (que conecta a la línea Broadway) con la línea Queens Boulevard al oeste de Queens Plaza en Long Island City, Queens, ciudad de Nueva York, Estados Unidos. El nombre de la conexión de la Undécima Calle viene del nombre de la calle que se encuentra en la superficie que se divide del túnel de la Calle 60. La línea no tiene ninguna estación, y opera los trenes del servicio R en horario nocturno.
La conexión abril el 1 de diciembre de 1955, y permitió que los trenes BMT de Brooklyn usaran las líneas IND de Queens Boulevard; el primer servicio en operar fue el Brighton Beach Local vía el Túnel (1, ahora Q). A diferencia de la Conexión de la Calle Chrystie, esto es conocido como operación de derecho de vías, sin la mezcla de los equipos y tripulaciones de la BMT y la IND, a diferencia de una verdadera integración de funcionamiento.

## Historia
El primer servicio en usar la conexión fue la línea 1 local vía el túnel de la Calle Montague, convirtiéndose después a finales de los años 1960 en la línea QT. La línea QT cambió de ruta a Ditmars Boulevard–Astoria el 1 de enero de 1961, y la RR fue enviada sobre la conexión durante los horarios vespertinos. La EE fue creada el 26 de noviembre de 1967,cuando la conexión de la Calle Chrystie abrió y la RR volvió a funcionar en Astoria. El 27 de agosto de 1976, la N fue extendida hasta esta conexión, absorbiendo la EE; este cambio obligó por primera vez a enviar los trenes de fin de semanas y nocturnos por el túnel. Los servicios N y R fueron intercambiados en Queens el 24 de mayo de 1987, obligando al servicio R a pasar por esta conexión. Los servicios nocturnos fueron después truncados en la Calle 36 en Brooklyn.